# Jan Hawel
Jan Wincenty Hawel (ur. 10 lipca 1936 w Pszowie koło Wodzisławia Śląskiego) − polski kompozytor, dyrygent i pedagog.

## Życiorys
Ukończył studia w Państwowej Wyższej Szkole Muzycznej w Katowicach, uzyskując trzy dyplomy: na Wydziale Pedagogicznym (1960), z kompozycji − w klasie Bolesława Szabelskiego (1964), z dyrygentury − w klasie Karola Stryji (1967). Od 1968 uczy w Państwowej Wyższej Szkole Muzycznej (obecnie Akademia Muzyczna im. Karola Szymanowskiego) w Katowicach, gdzie w latach 1981–1987 i 1990–1996 pełnił funkcję rektora, a od 1987 roku jest profesorem. 
Od 1981 do 2006 był kierownikiem i dyrygentem Orkiestry Kameralnej Filharmonii Śląskiej. Jako dyrygent dokonał wielu nagrań z Wielką Orkiestrą Symfoniczną Polskiego Radia i Telewizji w Katowicach. Przez kilkanaście lat działał w ruchu amatorskim, kierując chórami i zespołami pieśni i tańca. Pisze utwory orkiestrowe (6 symfonii, 1962–1985), wokalno-instrumentalne (Oratorium Polskie, 1981), kameralne i solowe. Czterokrotnie otrzymał Nagrodę Ministra Kultury i Sztuki (1975, 1978, 1981 i 1987), jest laureatem kilkunastu konkursów kompozytorskich, zdobył m.in. II nagrodę na Międzynarodowym Konkursie Dyrygentów im. Grzegorza Fitelberga (1972) za Sinfonia concertante, a także I nagrodę na konkursie kompozytorskim w Katowicach (1982) za Oratorium polskie. W roku 1996 otrzymał Nagrodę im. Karola Miarki.
W 2006 został odznaczony Srebrnym Medalem „Zasłużony Kulturze Gloria Artis”.

## Znane kompozycje
- Kwartet smyczkowy nr 1 (1959)
- Dwa utwory na zespół kameralny(1959-1960)
- Septet na instrumenty dęte (1960)
- Symfonia nr 1 (1962)
- Profile na chór męski i orkiestrę (1962)
- Divertimento na puzon, fortepian i perkusję (1968)
- Passacaglia per organo (1968)
- Variazoni na fortepian (1968)